# Architecture Art déco à Reims

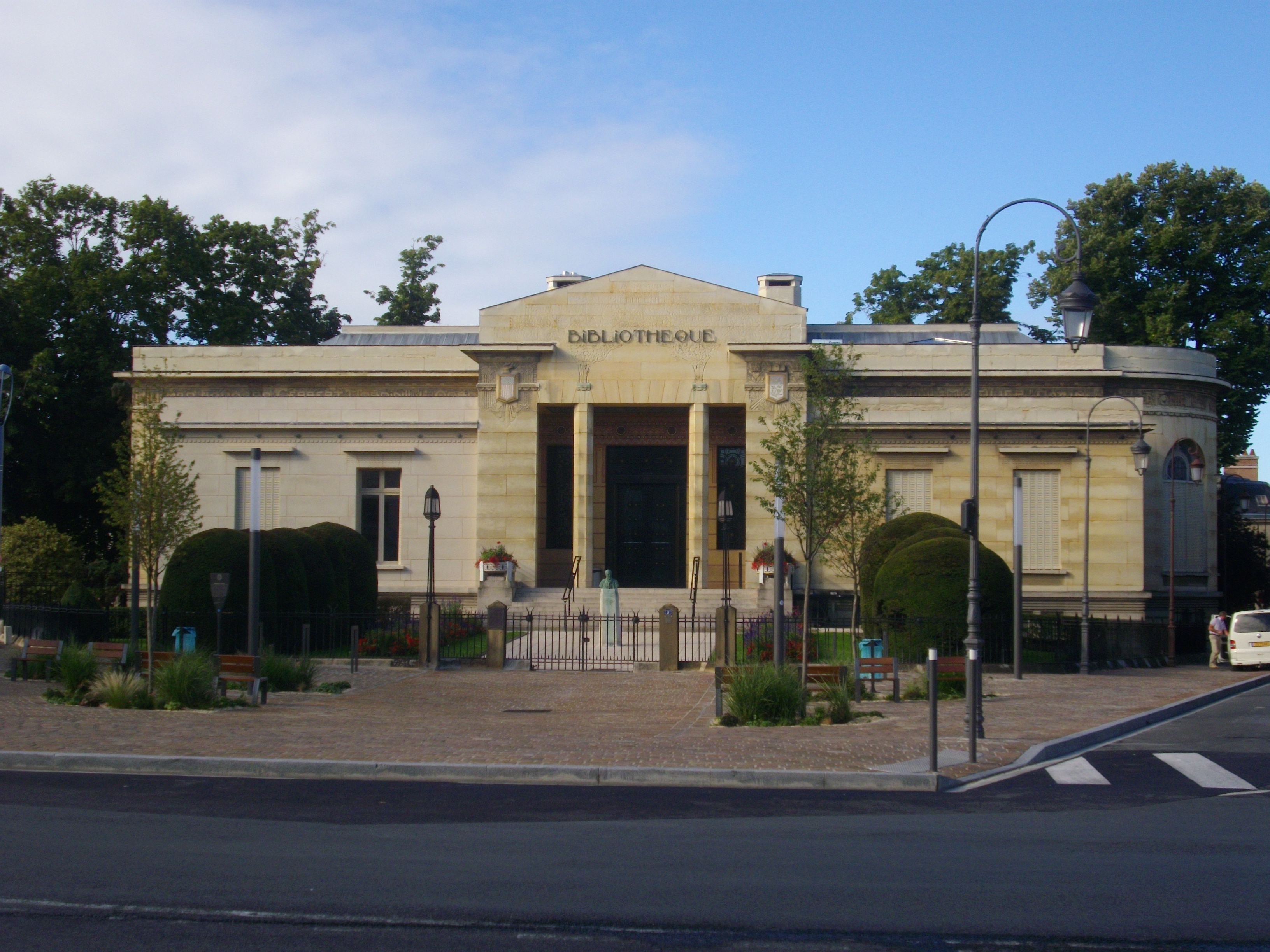
La bibliothèque Carnegie de Reims.

L'Art déco à Reims s'est développé en grande partie lors de la reconstruction de la ville après la Première Guerre mondiale.

## Historique

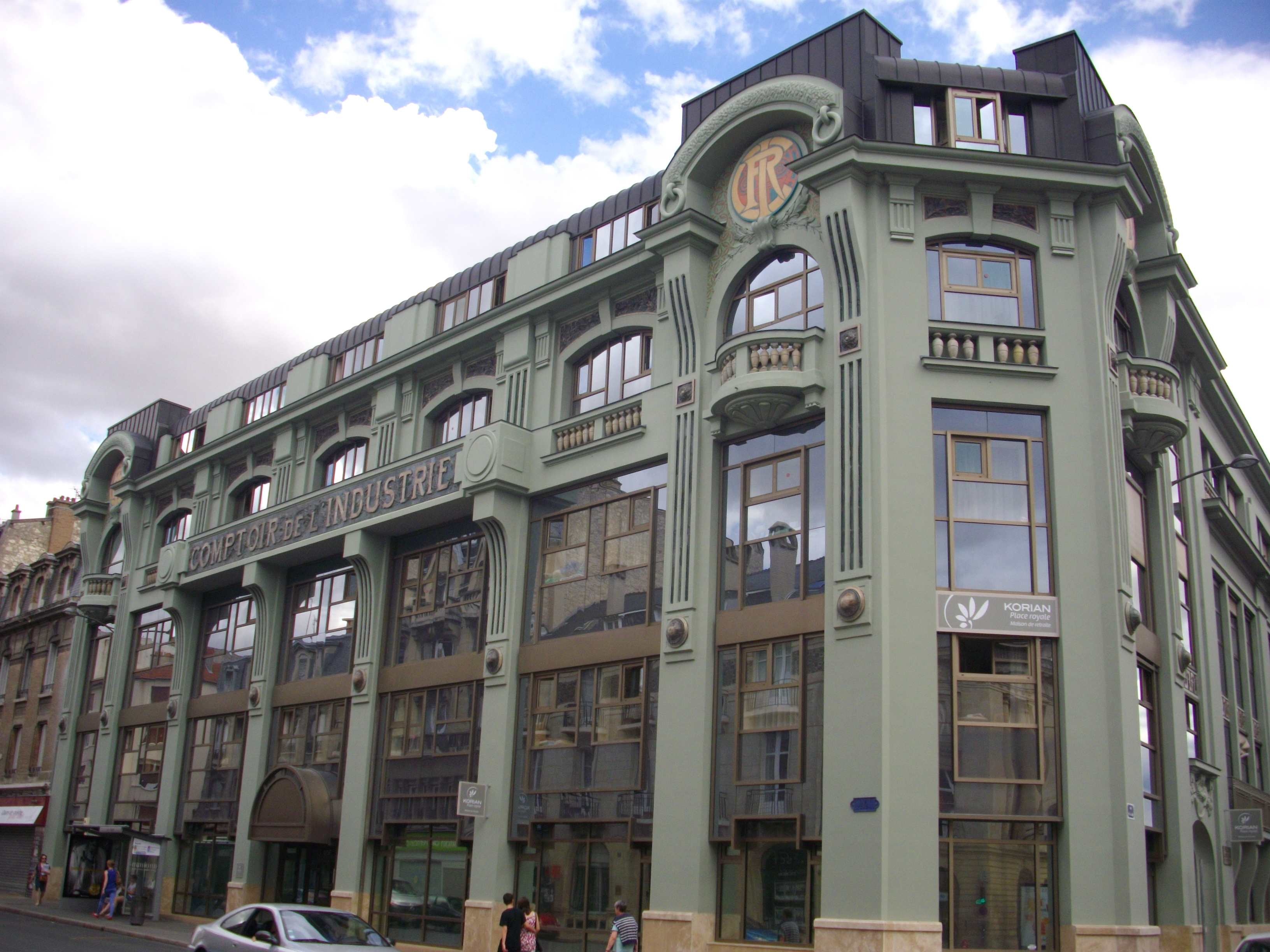
Anciens Comptoir de l’Industrie.

L'Art déco s'est implanté à Reims après la Première Guerre mondiale, mais devant l'ampleur des travaux, une partie des reconstructions se font dans le style Art Déco et surtout entre 1923 et 1924. Il n'y a pas d'unité de style ou de matériaux. Le marbre, le béton, la pierre calcaire mais aussi le moellon sont des matériaux de base. Les structure, mosaïques, ferronneries, sculptures sont plus ou moins présentes tant à l'intérieur qu'à l'extérieur des immeubles.
Certaines rues sont entièrement nouvelles comme le cours Jean-Baptiste-Langlet, ou en grande partie détruite comme la rue de Talleyrand et comptent de nombreuses constructions Art Déco.
En plus des maires de Reims, les techniciens de la ville étaient Marcel Forestier, qui est l'auteur du plan définitif de reconstruction et directeur des travaux du 5 novembre 1921 au 23 février 1929, et qui fut remplacé par Louis Sollier. Le directeur de la voirie était Yves Beaumont et M. Techoueyeres celui du bureau d'hygiène. Pierre Pérotin était architecte de la ville.

## Bâtiments Art déco rémois
La majorité des constructions sont des bâtiments privées. Quelques-unes des réalisations sont protégées au titre des monuments historiques.

### Équipements publics

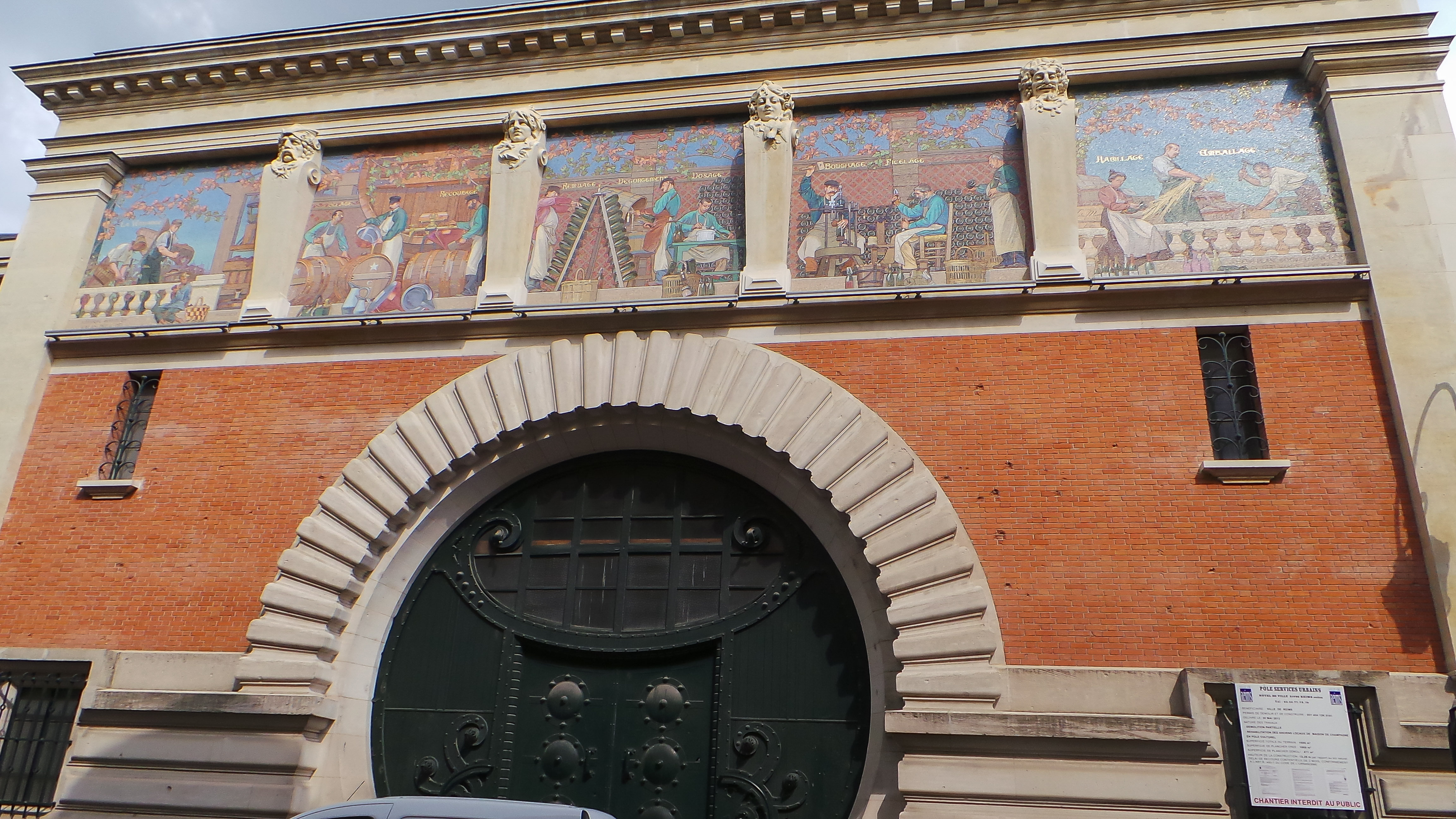
Le cellier d'expédition Mumm.

- La bibliothèque Carnegie, commencée en 1921, est l'un des bâtiments emblématiques de la ville. Classé[1].
- La villa Douce, siège de l'URCA.
- Décoration intérieure de l'hôtel de ville.
- La piscine du Tennis-Club, réalisée en 1920, classée[2].
- Les halles centrales, classées[3].
- L'Opéra de Reims pour la partie intérieure rénovée en 1930.
- L'hôtel des Postes, classé[4].
- Les cellier d'expédition Mumm, actuellement un lieu d'art de la Ville de Reims.

### Bâtiments particuliers

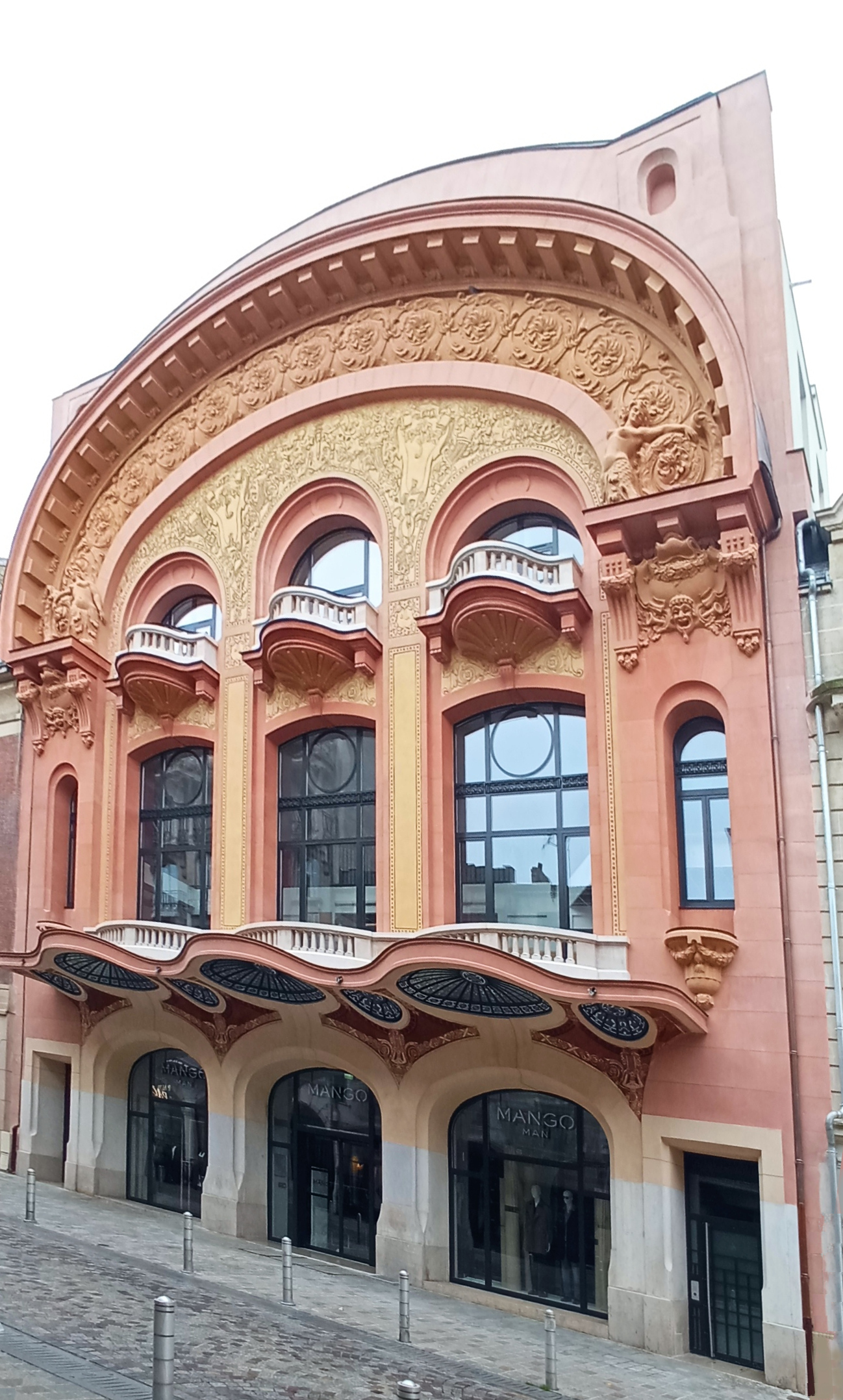
Façade rénovée du cinéma Opéra.

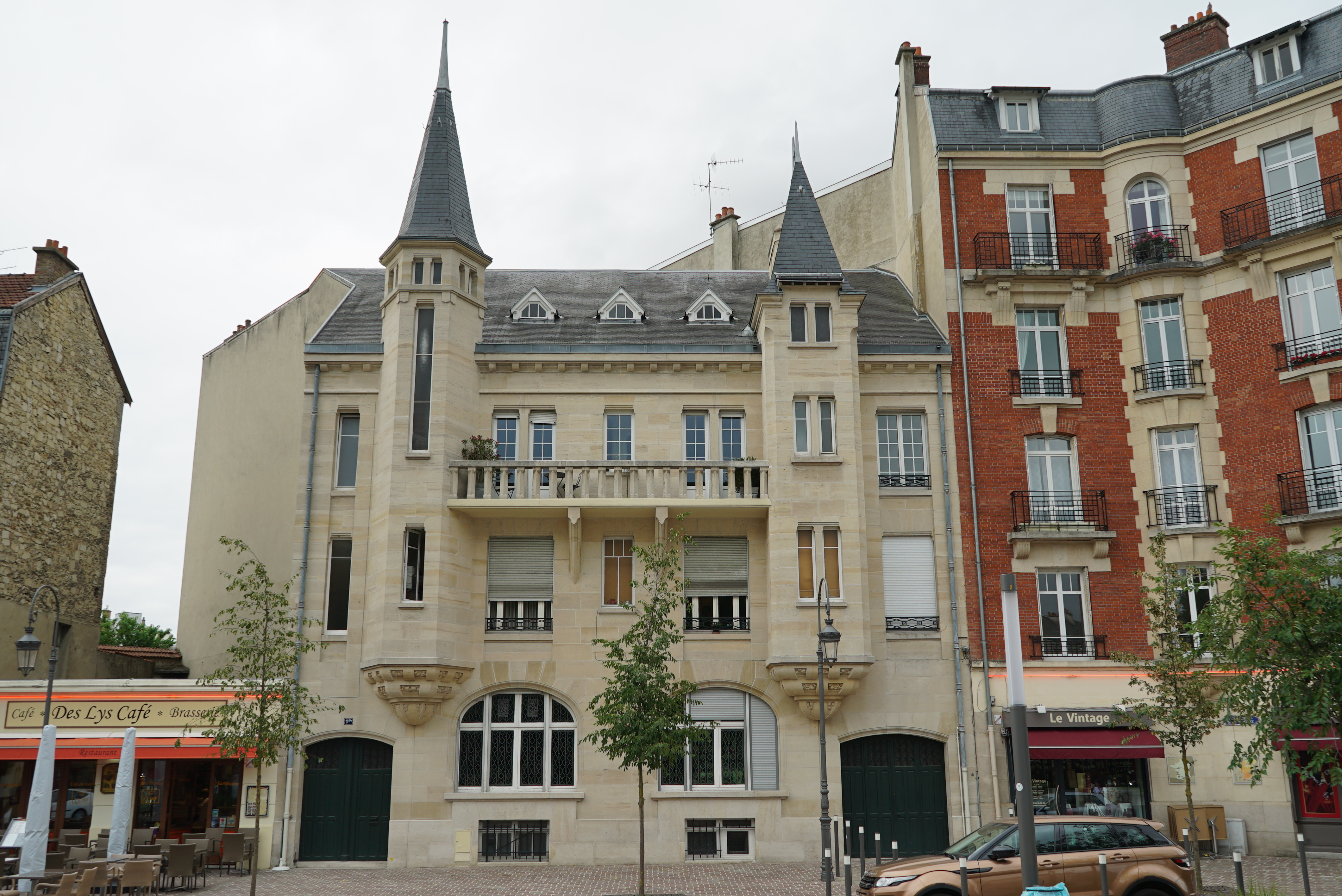
Façade de l'immeuble Lallement.

- L'église Saint-Nicaise de Reims, bâtiment entièrement Art déco dans une cité-jardin, œuvre d'une HBM, classé[5].
- La chapelle Foujita, rue du Champ-de-Mars, inscrite[6].
- Au Petit Paris, rue de Talleyrand, par les architectes Marcel Dastuque et Paul Viard, 1924.
- Immeuble Lallement, place des Martyrs de la Résistance, par l'architecte André Ragot et le maître-verrier Jacques Simon.
- Hôtel de la Mutualité, cours Jean-Baptiste-Langlet, par les architectes Albert Cuvillier (1860-1929) et Ferdinand Amann (1875-1947), 1927.
- Au 71, rue de Vesle et 2-4, rue des Capucins, par l'architecte Lucien Gillet, 1930.
- Le Comptoir de l’Industrie, actuellement maison de retraite, rue Cérès, par les architectes  Marcel Rousseau et Émile Thion, 1922.
- Le Familistère des Docks rémois, rue de Talleyrand, par l'architecte Pol Gosset, 1927.
- Le Cinéma Eden, rue Jean-Jaurès.
- Le Cinéma Opéra, classé[7].
- Anciennes Galeries Rémoises, rue Docteur-Jacquin et rue de l'Arbalète, par les architectes Léon Margotin et Louis Roubert, 1934.
- Au 22, rue Courmeaux, une maison par l'architecte Jacques Rapin, 1923.
- Aux 13 et 15, place du Forum, immeuble de rapport par Albert Cuvillier (1860-1929) et Ferdinant Amann (1875-1947), vers 1923[8].

## Architectes, entrepreneurs et artistes

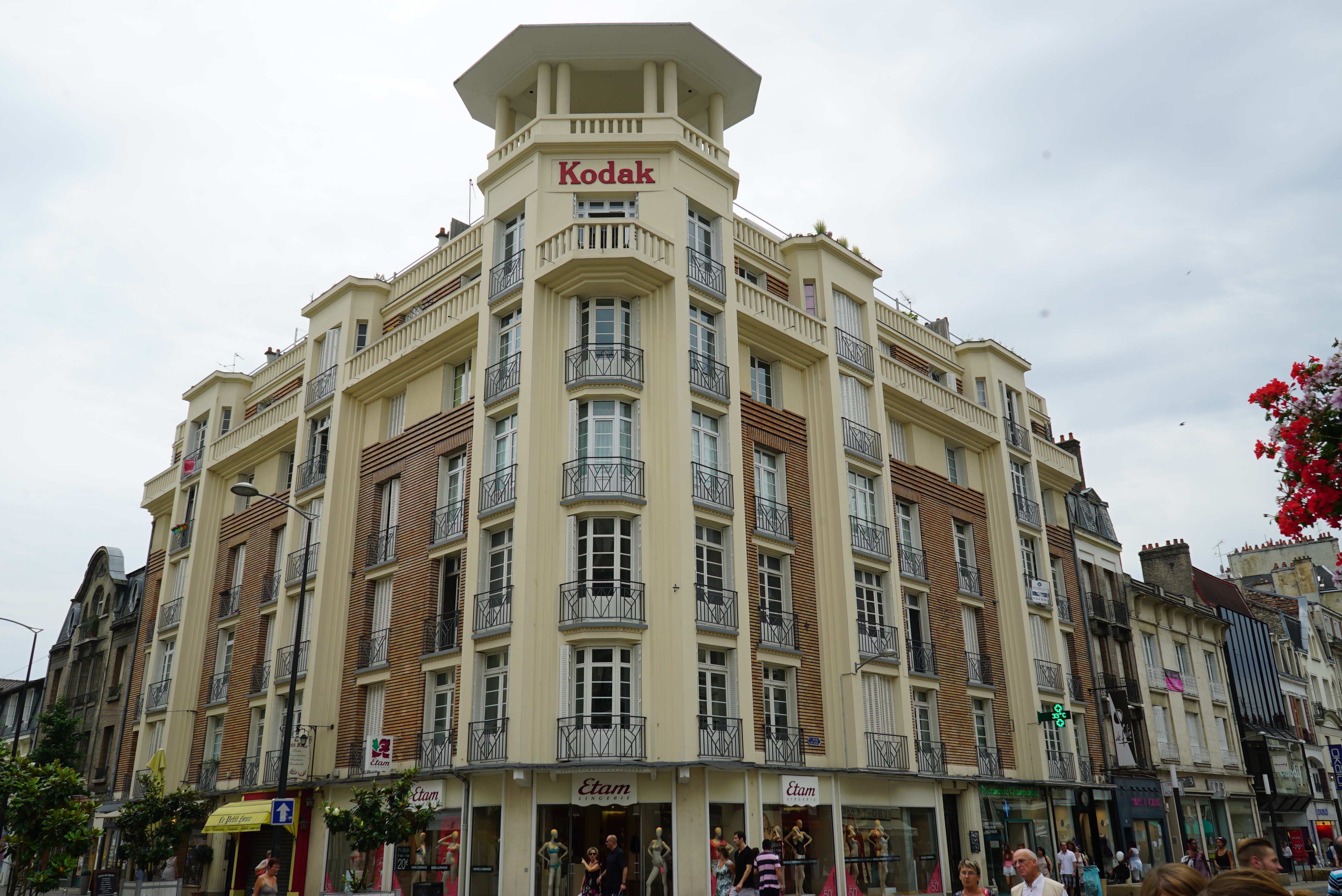
Immeuble Kodak, angle des rues Rue des Capucins et Vesle.

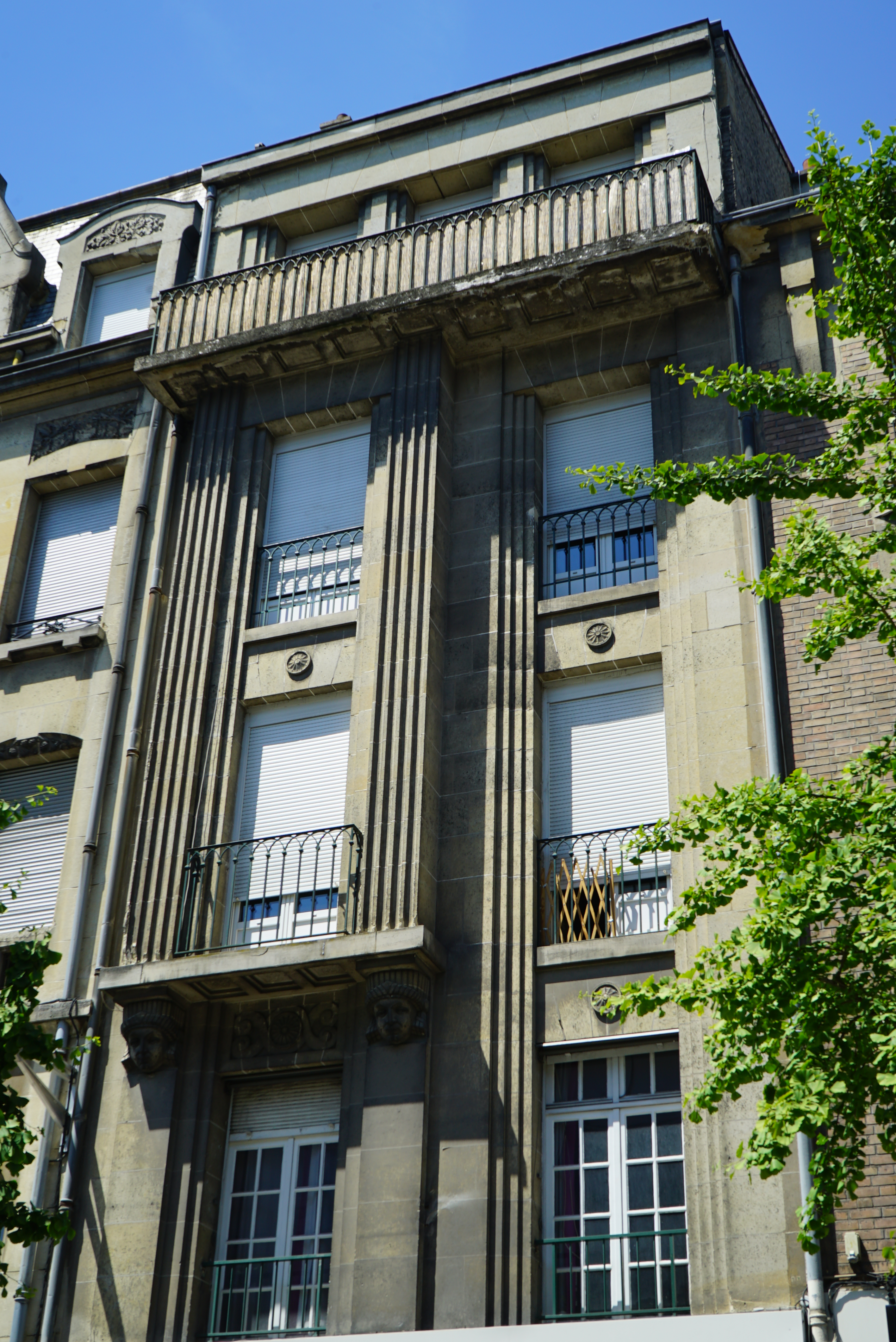
Le 32, rue de l'Étape.

### Architectes et cabinets
Architectes par nombre décroissant de permis de construire déposés :
- 28 : Albert Cuvillier et Ferdinand Amann[9].
- 19 : de la Faille, Fournier et Cizaletti, Hillion ;
- 18 : Bridault, Pol Gosset, Guerard, de Loz, Trouvat ;
- 16 : Bornarel, Charrier, Duclos, Quillard ;
- 15 : Durand, Gaudet, Loison, Sainte-Croix ;
- 14 : Bossard, Bourguer, Stienon, Davy ;
- 13 : Boiron, Gaislin, Jacqmin, Martinet, Matthieux et Sollier ;
- 12 : Brissart, Christ et Barbieri, Dellule, Hoffelt, Louis, Prost, Sercan ;
- 11 : Allary, Cerceau et Boublot , Gorgas, Koob, Poirier, Schopfer ;
- 10 : Boucher ;
- 9 : Allart, Caillard, Geraud, Guyot, Émile Maigrot, Muller ;
- 8 : Charlouty et Hanaire, Daniazo et Rappello, Kuntzmann, Labrousse, Robquin ;
- 7 : Beautier, Feron, Paillas, Pointre, Rousset, Thomasson ;
- 6 : Blanck, Chatelain et Lambert, Delavault, Lesage et Croizeau, Morice ;
- 5 : Ferrus, Gries, Grivet, Hervé et Lefebvre, Lamotte, Mauroy ;
- 4 : Delloux, Gassinot et Habert, Gozier et Fouret, Gras-Guiard-Rousselot, Kappler, Lahoussaye, Ledru, Lefort, Lesueur, Marion et Jankowsky, Martin et Poulain, Simond ;

### Entrepreneurs
Parmi les entreprises ayant officié à la reconstruction de Reims participèrent Demay, Dubois et Blondet, Escoffier, Haour, Huygues, Léon Grosse ,Maurice Laidebeur, Marie et Raullet ainsi que Savy.

### Artistes
Parmi les ferronniers, Edgar Brandt, Marcel Decrion, Raymond Subes et Roze officièrent à Reims. Des sculpteurs comme Paul Berton et son fils Pierre, Ernest Bourgoin, A. Chatillon, Paul Lefebvre, Charles Marty, Paulin-Gabriel Paris, Albert Pellus, Carlo Sarrabezolles, Edouard Sediey, Marcelle Sollier, Emma Thiollier et Roger de Villiers ornèrent les façades.
Les peintres et des maîtres-verriers Jean Berque, Georges Chauvet et son fils Edmond, Maurice Denis, Jacques Gruber, Gustave Louis Jaulmes, Adrien Karbowsky, Marcelle Lacourt, René Lalique, Henri Rapin, Adrien Sénéchal et Jacques Simon œuvrèrent aux décorations.

## Galerie

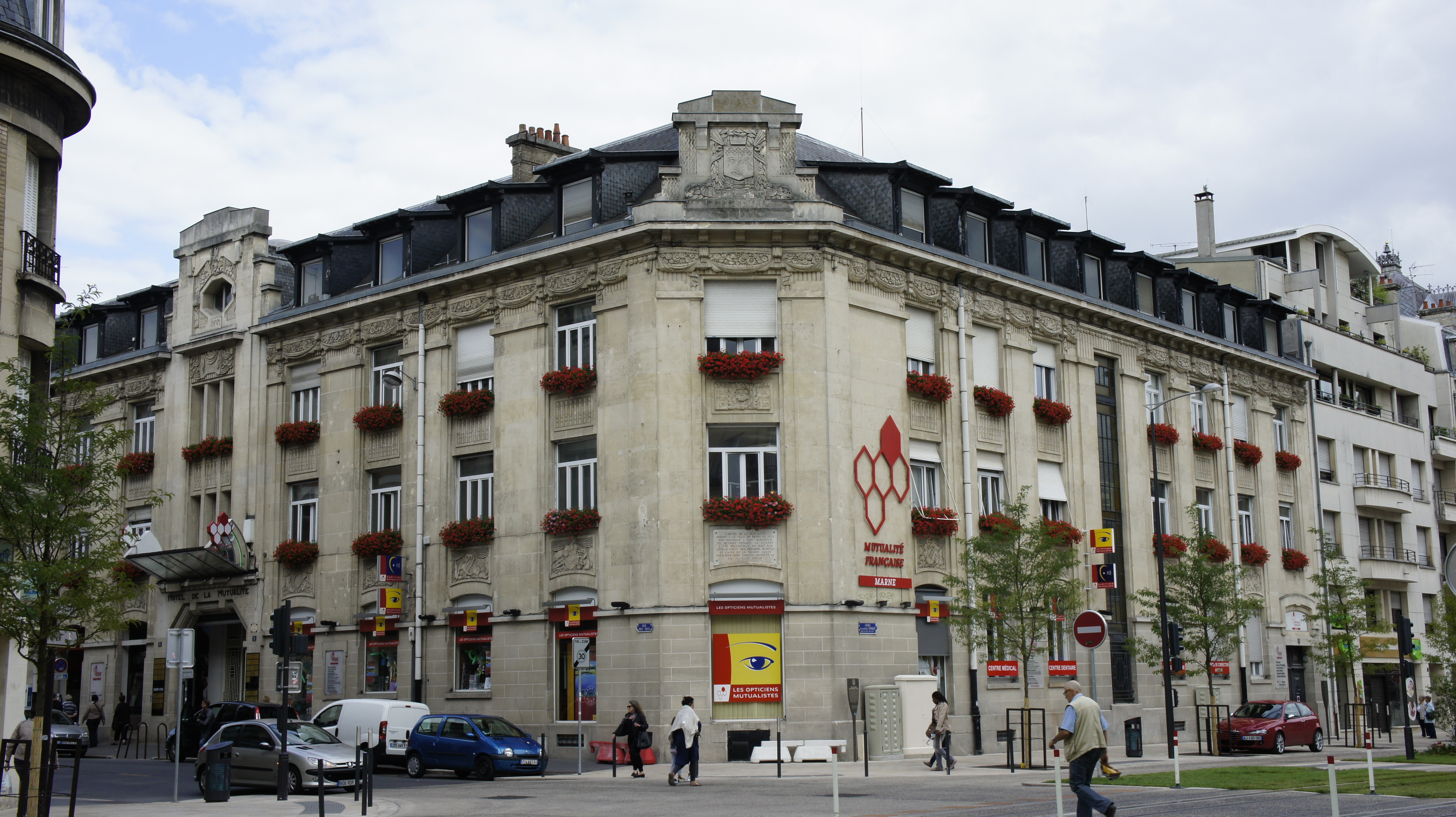
Hôtel de la Mutualité.
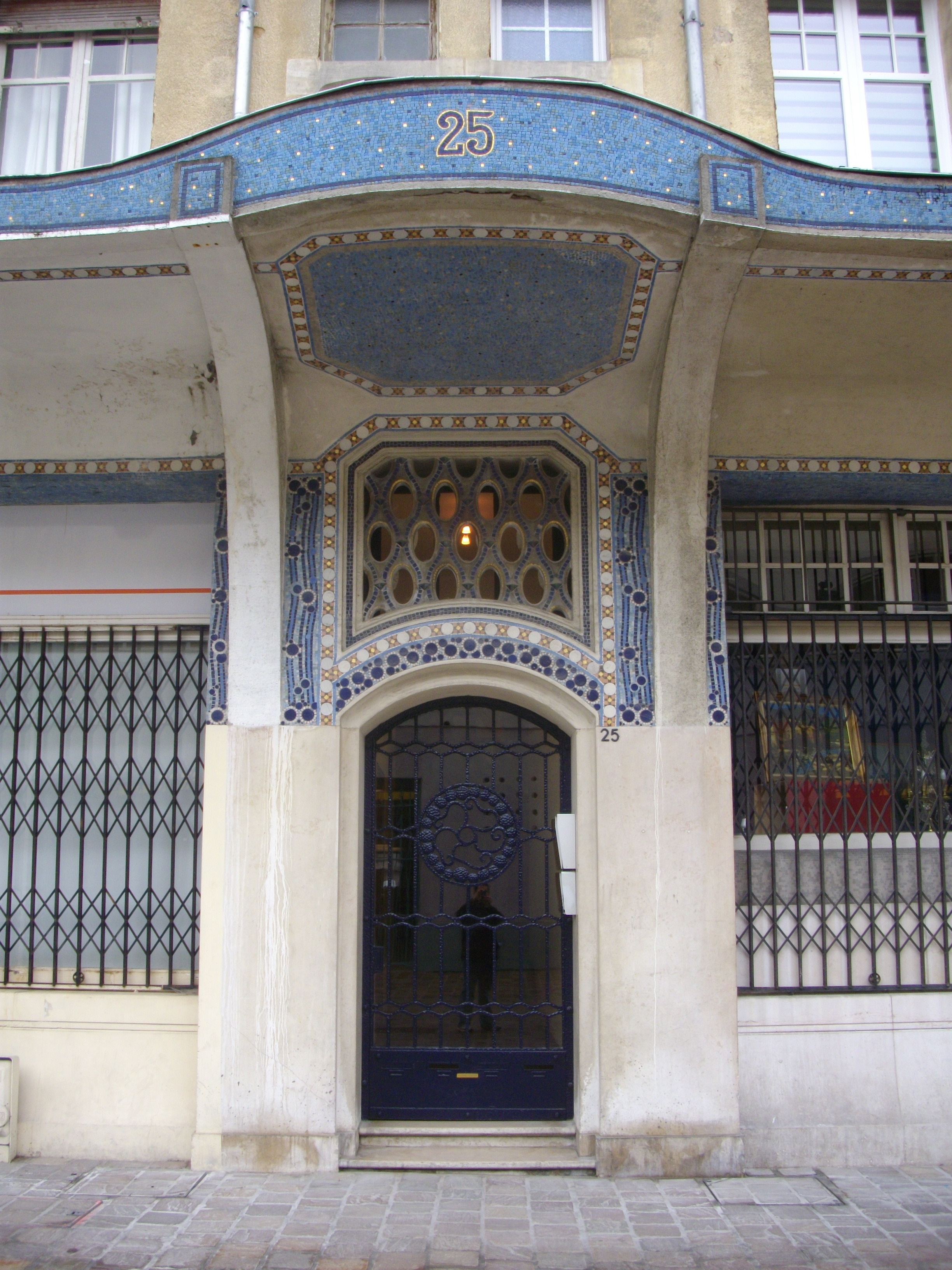
Mosaïques du 23, rue du Temple.
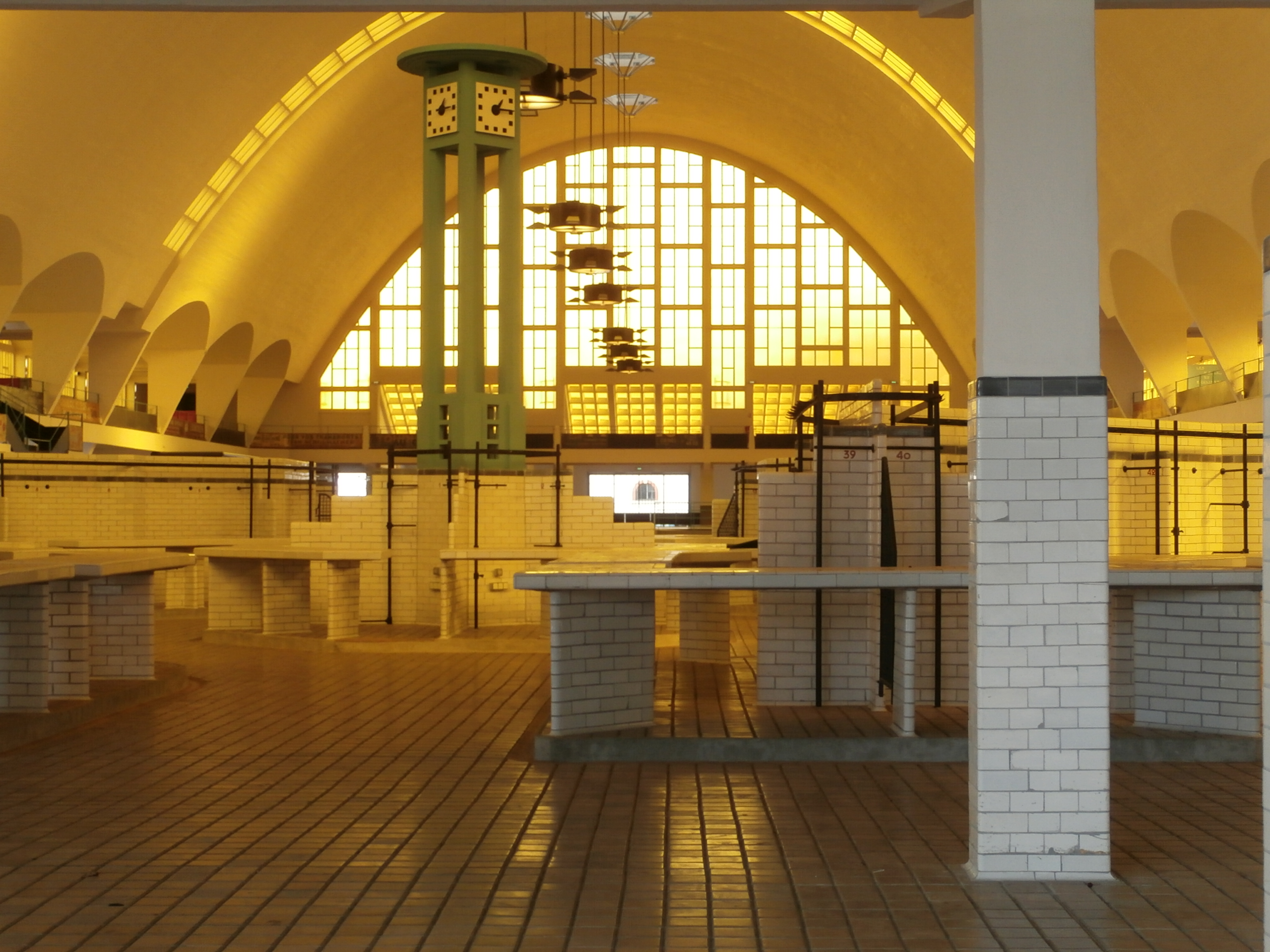
Les halles centrales.
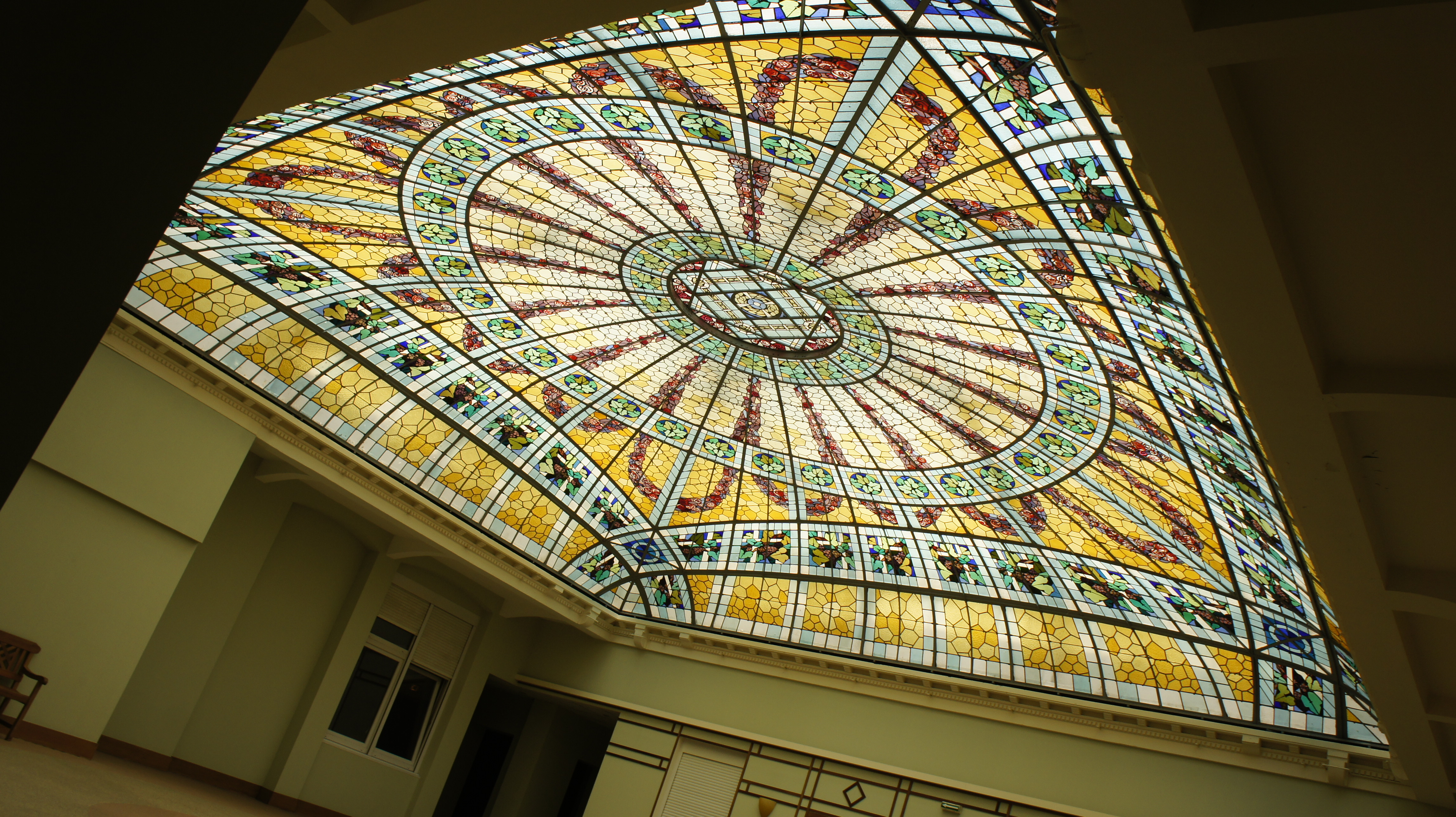
Au Petit Paris, verrière.
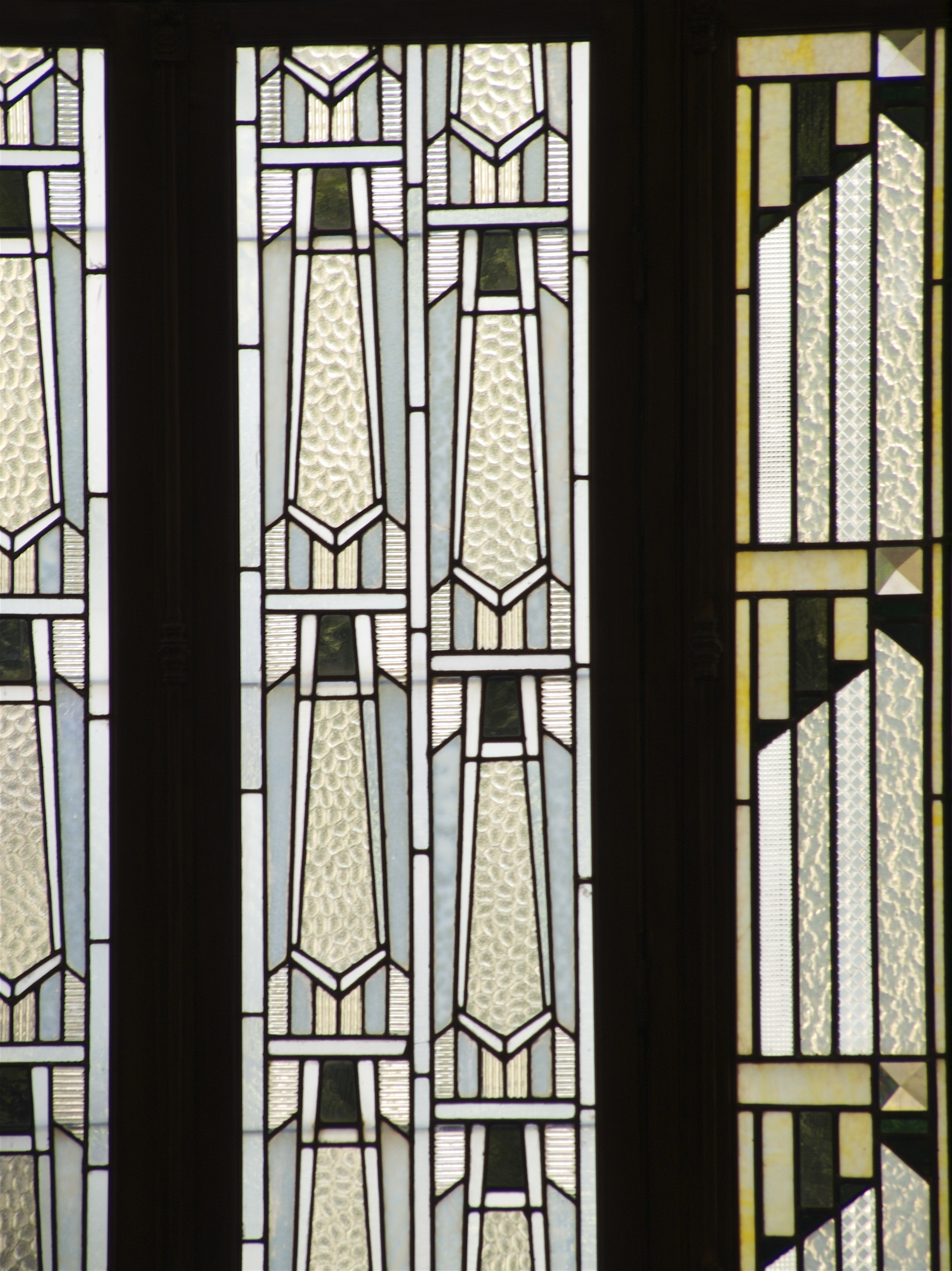
Ferronnerie de la bibliothèque Carnegie.
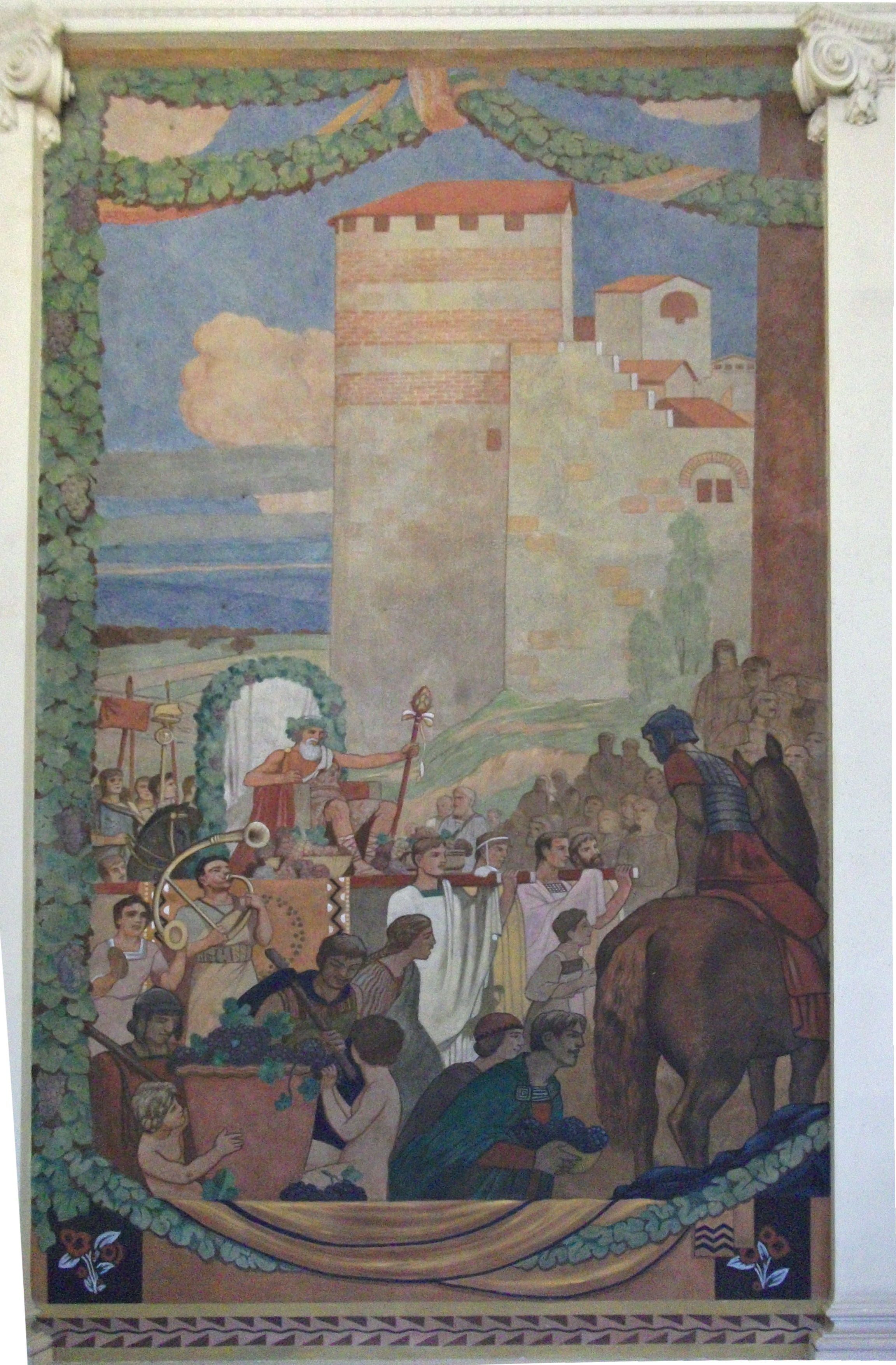
Une fresque de Georges Chauvet dans la salle de cérémonie de l'hôtel de ville.